# Succalo
Succalo war ein Volumenmaß für Flüssigkeiten, insbesondere für Öl, welches in Gebieten von Albanien und Griechenland verwendet wurde.
Es war eine Untereinheit zum Barile.
- 1 Barile = 21 Succali = 3834,785 Pariser Kubikzoll = 68,134 Liter
- 1 Succalo = 182,6088 Pariser Kubikzoll = 3,24447 Liter

## Geltungsbereich
Als Succale /Zuccale (pl.) war es in Preveza (Albanien-Griechenland) und Ioannina in Gebrauch.
Sonst wurde es auf der Ionischen Insel Santa Maura verwendet. Auf den anderen zur Inselgruppe gehörigen Inseln wurde der Barile bei Öl (Ölbarile) in 6 Secchi (Ithaka), in 9 Pagliazze (Kefalonia) oder 24 Bozie (Cerigo) geteilt. Ähnlich auf den anderen Inseln. Der Barile von 9 Lire (Zante) und der Barile mit 4 Jars oder 96 Miltre beziehungsweise 384 Quartucci (Korfu und Paxos) zeigen ebenfalls die Maßvielfalt nur bei Öl auf den Inseln. Ähnlich verschieden waren die Maße für Wein und anderen festen trockenen Waren.